# Filtr przelewowy
Filtr przelewowy, filtr kaskadowy – urządzenie filtrujące stosowane w akwarystyce do oczyszczania wody z zawiesin i produktów przemiany, mocowane na jednej ze ścian akwarium.
Zbudowany jest ze zbiornika, pompy zasysającej wodę (kaskadowy) lub brzęczyka wypompowującego wodę (przelewowy), substancji filtrujących, rurki wlotowej,  i wylotowej lub wylewu (kaskadowy). Woda zasysana z akwarium przechodzi przez substancje filtrujące, na których zatrzymywane są zanieczyszczenia mechaniczne oraz biologiczne, a następnie przelewana (stąd nazwa) jest rurką wylotową lub bezpośrednio ze zbiornika filtrującego wylewem (filtr kaskadowy) do akwarium. Zaletą zewnętrznych urządzeń filtrujących jest możliwość zwiększania ich pojemności bez konieczności ograniczania miejsca wewnątrz zbiornika. Przelewanie filtrowanej wody wylewem do akwarium i jej ciągłe uderzanie w powierzchnię wody wewnątrz zbiornika powoduje jej natlenianie. Przypomina to działanie kaskady (stąd nazwa).
Filtry tego rodzaju zyskują coraz większą popularność, gdyż są łatwe do zainstalowania i do obsługi.